# 539 Pamina
539 Pamina eller 1904 OL är en asteroid i huvudbältet, som upptäcktes 2 augusti 1904 av den tyske astronomen Max Wolf i Heidelberg. Den har fått sitt namn efter prinsessan i Mozart's opera Trollflöjten.
Asteroiden har en diameter på ungefär 68 kilometer.